# 利百加

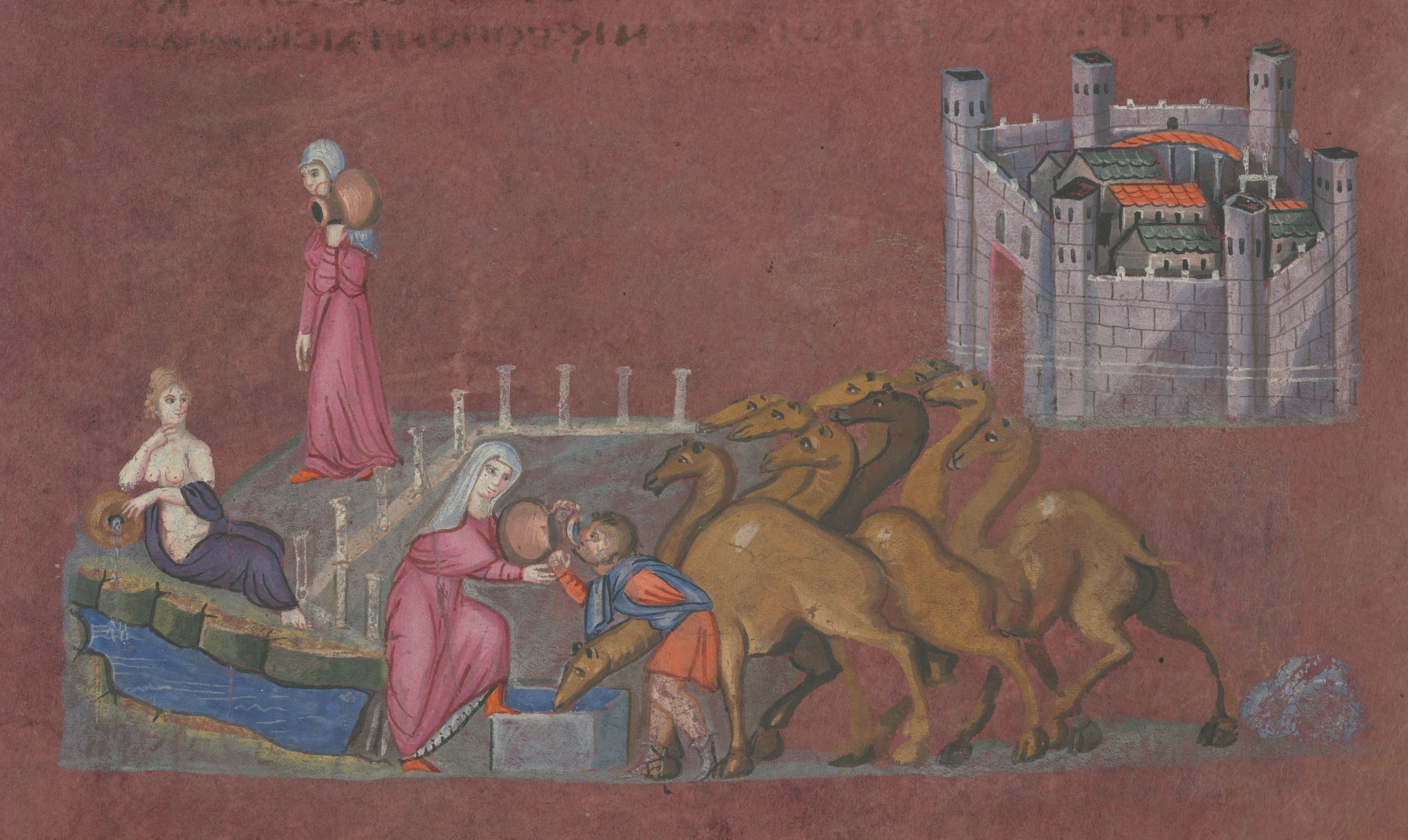
利百加和老仆人在井旁

利百加（希伯来语：רִבְקָה，Rivqa）天主教思高聖經譯黎貝加，是以撒（Isaac）的妻子，孪生兄弟以扫和雅各的母亲。她是亚伯拉罕兄弟拿鹤的孙女，彼土利的女儿，亚伯拉罕是以撒的父亲。

## 聖經記載
根据《圣经·创世纪》记载，亚伯拉罕年老时差遣忠心的老仆人回到本乡本族为以撒娶妻。在井（聖殿，教會，奉獻家宅的）住所旁遇到了利百加，并将她带回。她願望是死后葬于希伯伦附近的麦比拉洞。

## 女性的英語名稱
这个女性名字在现代英语中一般譯為「蕾貝卡」，拼写为Rebecca。昵称是Bec、Reba、Becca、Becka、Beckie、Becki或Becky。